# Katja Wüstenfeld
Katja Wüstenfeld, geborene Beer (* 10. Oktober 1976 in Dohna, Kreis Pirna) ist eine ehemalige deutsche Biathletin, die in Zinnwald aufwuchs.

## Werdegang
Der Vater Manfred Beer ist ein ehemaliger erfolgreicher Biathlet, Mutter Heidi Beer ehemalige DDR-Meisterin in der Sportakrobatik. Durch ihren Vater kam Katja Wüstenfeld 1994 zum Biathlon, nachdem sie vorher als Turnerin an Wettkämpfen teilnahm. Ihre Schwester Romy Beer war ebenfalls Biathletin.
Für einige Jahre war Katja Wüstenfeld festes Mitglied der Deutschen Biathlon-Nationalmannschaft. Durch ein Missgeschick wurde ihr allerdings die Teilnahme an den Olympischen Winterspielen 2002 in Salt Lake City verwehrt. Im Ausscheidungsrennen gegen Martina Zellner brach der Schlagbolzen ihres Gewehrs. In den folgenden Jahren hatte sie Schwierigkeiten, sich für die Nationalmannschaft zu qualifizieren, vor allem bei internationalen Meisterschaften blieben ihr aufgrund von Starterzahlbegrenzungen pro Nation innerhalb der starken deutschen Damen-Nationalmannschaft mehrfach Teilnahmen versagt. Vor dem Beginn der Saison 2006/07 beendete sie ihre Karriere, als mit Kathrin Hitzer und Magdalena Neuner zwei vielversprechende Nachwuchsathletinnen in den Nationalkader aufrückten und sie für die Weltcuprennen keinen Startplatz mehr sicher hatte.
Katja Wüstenfeld ist beim deutschen Zoll beschäftigt, wo sie während ihrer Biathlonkarriere auch gefördert wurde. Nach ihrem Rücktritt vom Leistungssport begann sie das Studium Bachelor International Business (Fachbereich Wirtschaftswissenschaften) an der HTW Dresden. Ab 2007 war Katja Wüstenfeld mehrere Jahre als Co-Kommentatorin neben Sigi Heinrich bei Biathlon-Übertragungen des Sportsenders Eurosport tätig. Sie ist mit dem ehemaligen Biathleten Jan Wüstenfeld verheiratet.

## Biathlon-Weltcup-Platzierungen
Die Tabelle zeigt alle Platzierungen (je nach Austragungsjahr einschließlich Olympische Spiele und Weltmeisterschaften).
- 1.–3. Platz: Anzahl der Podiumsplatzierungen
- Top 10: Anzahl der Platzierungen unter den ersten zehn (einschließlich Podium)
- Punkteränge: Anzahl der Platzierungen innerhalb der Punkteränge (einschließlich Podium und Top 10)
- Starts: Anzahl gelaufener Rennen in der jeweiligen Disziplin

| Platzierung | Einzel | Sprint | Verfolgung | Massenstart | Team | Staffel | Gesamt |
| ----------- | ------ | ------ | ---------- | ----------- | ---- | ------- | ------ |
| 1. Platz    |        |        | 1          |             |      | 1       | 2      |
| 2. Platz    |        | 1      |            |             |      | 7       | 8      |
| 3. Platz    |        |        | 2          |             |      | 1       | 3      |
| Top 10      | 5      | 14     | 9          | 2           |      | 12      | 42     |
| Punkteränge | 16     | 41     | 37         | 16          | 1    | 12      | 123    |
| Starts      | 24     | 68     | 52         | 16          | 1    | 12      | 173    |